# Menace maternelle
Pour plus de détails, voir Fiche technique et Distribution.
Menace maternelle (The Last Trimester, littéralement « Le dernier trimestre ») est un téléfilm canado-américain écrit et réalisé par Mark Cole, diffusé en 2006.

## Fiche technique
Sauf indication contraire, les informations mentionnées dans cette section peuvent être confirmées par la base de données cinématographiques IMDb,  présente dans la section « Liens externes ».
- Titre original : The Last Trimester
- Titre français : Menace maternelle
- Réalisation et scénario : Mark Cole
- Musique : Michael Richard Plowman
- Décors : Nancy Mossop
- Costumes : Angelina Kekich
- Photographie : Bill Baxter
- Montage : Jason Pielak et Will Wilson
- Production : Harvey Kahn

Coproduction : Marc Stephenson
Production déléguée : Gary Goldberger et Michael Shepard
- Sociétés de production : Front Street Productions ; Craig Anderson Productions
- Sociétés de distribution : Lifetime Television (États-Unis) et Thunderbird Entertainment (Canada)
- Pays d'origine :  Canada /  États-Unis
- Langue originale : anglais
- Format : couleur
- Genre : drame
- Durée : 88 minutes
- Dates de première diffusion :
  - États-Unis : 3 juillet 2006 sur Lifetime
  - France : 20 mars 2006 sur Lifetime
  - Belgique : 10 janvier 2015 sur Lifetime

## Distribution
Source et légende : version française (VF) sur RS Doublage et selon le carton de doublage télévisuel.

## Production
Le tournage a lieu à Victoria en Colombie-Britannique au Canada.